# توم فرينش (لاعب اتحاد الرغبي)
توم فرينش (بالإنجليزية: Tom French)‏ هو لاعب اتحاد الرغبي بريطاني، ولد في 27 نوفمبر 1983 في هيلينغدون ‏ في المملكة المتحدة.

## روابط خارجية
- توم فرينش على موقع دوري الرغبي الممتاز (الإنجليزية)
- توم فرينش عل موقع إسبنسكروم (الإنجليزية)
- توم فرينش على موقع ItsRugby.co.uk (الإنجليزية)